# 弗林特希爾 (密蘇里州羅爾斯縣)
弗林特希爾（英語：Flint Hill）是位於美國密蘇里州羅爾斯縣的非建制地區。

## 地理
弗林特希爾所處的海拔為高於海平面153米（即502英呎），而該地所採用的時區為UTC-6，即北美中部時區（CST）。同時該地設有夏令時間，為UTC-6調快一小時，即UTC-5（CDT）。